# Madalyn Murray O'Hair
Madalyn Murray O'Hair, född 13 april 1919 i Pittsburgh, Pennsylvania, död 29 september 1995 i San Antonio, Texas, var en amerikansk aktivist inom ateism. Hon grundade föreningen American Atheists 1963 och var dess ordförande 1963–1986. En av hennes söner, Jon Garth Murray, var ordförande mellan åren 1986 och 1995 medan hon kvarstod som de facto-ordförande under även dessa nio år. 
Hennes största framgång blev rättsfallet Murray v. Curlett, där USA:s högsta domstol förbjöd  allt officiellt bibelläsande i amerikanska statliga skolor. Detta kom året efter att domstolen förbjudit officiella bönestunder i skolorna i fallet Engel v. Vitale. O'Hair blev så kontroversiell att hon 1964 utsågs till USA:s mest hatade kvinna av tidskriften Life.
År 1995 kidnappades hon, sonen Jon Murray och barnbarnet Robin Murray O'Hair och mördades av David Roland Waters, tidigare anställd hos American Atheists.

## Biografi
Madalyn Mays föddes i Beechview i Pittsburgh, Pennsylvania, den 13 april 1919. Föräldarna var Lena Christina (Scholle) och John Irwin "Irv" Mays. Som spädbarn döptes hon i den presbyterianska kyrkan. 1937 tog hon examen på Rossford High School i Rossford, Ohio.
1941 gifte hon sig med John Henry Roths. De separerade när de båda tog värvning under andra världskriget - han i USA:s marinkår och hon i Women's Army Corps. I april 1945, då hon var placerad i en kryptografiposition i Italien inledde hon ett förhållande med en officer, William J. Murray Jr. Murray var emellertid redan gift, och katolik, och vägrade skilja sig från sin dåvarande hustru. Madalyn skilde sig från John Henry Roths. Hon tog namnet Madalyn Murray och födde sonen William J. Murray III, "Bill".
1949 tog Murray kandidatexamen vid Ashland University. 1952 tog hon examen i juridik vid South Texas College of Law. Hon klarade emellertid inte advokatexamen och praktiserade aldrig som advokat.
Den 16 november 1954 födde hon sin andra son, Jon Garth Murray. Fadern var pojkvännen Michael Fiorillo. Hon och barnen reste med båt till Europa där hon tänkte hoppa av på den sovjetiska ambassaden i Paris, men planerna att bosätta sig i Sovjetunionen gick om intet när Sovjet avslog hennes ansökan. Murray och sönerna återvände till Baltimore i Maryland 1960.
Murray uppgav i en intervju 1965 att hon i 17 år arbetat som en psykiatrisk socialarbetare och att hon 1960 varit chef vid Baltimores socialbidragskontor.
Murray lämnade Maryland 1963 efter anklagelser för att ha misshandlat fem poliser som kommit till hennes hem för att omhänderta en flicka som rymt hemifrån – Bills flickvän. 1965 gifte hon sig med den amerikanske marinsoldaten Richard O'Hair. Äktenskapet slutade med separation, men de förblev gifta till hans död 1978.

## Ateistisk aktivism
1960 lämnade Murray in en stämningsansökan mot Baltimore City Public School System. Hon yrkade att det var konstitutionsvidrigt att hennes son William tvingades delta i bibelläsning i Baltimores kommunala skolor. I ansökan yrkade hon även att hennes sons vägrande att delta i bibelläsningen resulterat i mobbning från klasskamrater och att skolledningen haft överseende mot mobbningen.
Efter att fallet sammanslagits med Abington School District v. Schempp togs fallet upp av USA:s högsta domstol där 8 av de 9 domarna gav Schempp rätt, vilket ledde till att obligatorisk bibelläsning i kommunala skolor förbjöds. Bön i skolor hade redan förbjudits 1962 i fallet Engel v. Vitale.
Murray lämnade även in en stämningsansökan med NASA som svarande, där hon kritiserade läsningen av Första Moseboken under Apollo 8. Fallet togs inte upp av högsta domstolen då de inte ansåg sig ha jurisdiktion. Effekten av stämningen varierade: medan NASA bad Buzz Aldrin att inte citera bibeln under Apollo 11-uppdraget, tilläts han utföra den första nattvarden i rymden.

## American Atheists
Efter att ha flyttat till Austin, Texas, grundade Madalyn Murray O'Hair American Atheists som beskrevs som "en landsomfattande rörelse som försvarar medborgerliga rättigheter hos icketroende, arbetar för åtskillnad av kyrka och stat, samt granskar det allmännas hantering av yttrande- och religionsfrihet". Hon blev gruppens första verkställande direktör, ateismens röst och ansikte i 1960- och 1970-talens USA. I en intervju 1965 med Playboy Magazine hävdade hon att religion var en "krycka" och en "irrationell tillit till vidskepelse och övernaturligt nonsens".
I samma Playboyintervju nämnde O'Hair en lång rad incidenter av trakasserier, hotelser, och till och med dödshot mot henne och hennes familj på grund av hennes åsikter. Hon läste åtskilliga pejorativa brev hon fått med posten, bland annat ett som sade (i referens till aposteln Paulus konversation på väg till Damaskus) "Måtte Jesus, som du så energiskt förnekar, förändra dig till en Paulus".  Som svar sade O'Hair till intervjuaren att "Är inte det rart? Christine Jorgensen tvingades resa till Sverige för att få en operation, men mig kommer de att fixa med tro – smärtfritt och gratis." Hon berättade att hon lämnade Baltimore då hon förföljts av invånarna där, till exempel genom brev med foton som kletats ner med avföring, strypning av hennes son Jon Garths kattunge, och stenkastning mot hennes hem, vilket hon tror orsakade hennes fars död i hjärtinfarkt.
Hon lämnade in många stämningsansökningar om situationer där hon tyckte att USA:s konstitution kränkts genom sammanblandning av kyrka och stat. En av stämningarna var mot staden Baltimore där hon krävde att de drev in egendomsskatt från den katolska kyrkan där.
O'Hair startade ett ateistiskt radioprogram där hon kritiserade religion och teism, och ett tv-program hon var värd för, American Atheist Forum, sändes i mer än 140 kabel-tv-system.
O'Hair var första gästen i The Phil Donahue Show när det sändes för första gången som ett lokalt program i Dayton, Ohio den 6 november 1967. och hon kom att göra flera framträdanden i programmet. Värden Phil Donahue kom att kalla hennes budskap om ateism "mycket viktigt" men kommenterade även att O'Hair var otrevlig och retade honom för hans katolicism när kamerorna var avstängda.
O'Hair förblev en polariserande figur in på 80-talet. Hon jobbade som talskrivare åt Larry Flynt under dennes presidentkampanj 1984 och fortsatte framträda på diskussionsprogram. Jon Murray tog över ledarposten inom American Atheists. Han var emellertid inte speciellt omtyckt inom organisationen och många undergrupper lämnade huvudgruppen. De kvarvarande lokala och delstatsgrupperna upplöstes 1991.
Under 90-talet bestod American Atheists av O'Hair, hennes son Jon Murray, barnbarnet Robin Murray O'Hair och några anställda (Robin, som var dotter till William Murray, adopterades av Madalyn. William hade då varken sett eller talat med någon av dem på många år). Trion bodde i O'Hairs stora hus. De åkte till jobbet tillsammans, åkte hem tillsammans och tog semester tillsammans.

## Mordet
Den 27 augusti 1995 försvann plötsligt O'Hair, sonen Jon och barnbarnet Robin. Dörren till American Atheists kontor var låst och hade en maskinskriven lapp fastsatt, med Jons namnteckning. Lappen sade "Familjen Murray O'Hair har tvingats att akut lämna staden. Vi vet inte hur länge vi kommer att vara borta." När O'Hairs hus undersöktes fann man frukost framställt på bordet, hennes diabetesmedicin liggande på köksbänken, och hennes hundar lämnade ensamma.
I ett telefonsamtal ett par dagar senare hävdade trion att de var på en affärstur till San Antonio, Texas. Ett par dagar senare beställde Jon 600 000 dollar i guldmynt från en juvelerare i San Antonio, men hämtade bara upp 500 000 av dem.
Fram till den 27 september fick anställa hos America Atheists flera telefonsamtal från Robin och Jon, men de berättade aldrig varför de reste bort eller när de väntades komma tillbaka. Medan de vidhöll att allt var i sin ordning, deras röster lät ansträngda och oroliga. Efter den 28 september hördes inget ytterligare från familjen O'Hair.

### Allmänna spekulationer
Vilda spekulationer cirkulerade om orsaken och betydelsen av O'Hairs försvinnande. Vissa spekulerade att familjen O'Hair övergav American Atheists och flydde med pengarna. En utredare som arbetade för Vanity Fair fick från en före detta anställd hos American Atheists, David Roland Waters, information som tydde på att O'Hair flytt till Nya Zeeland.
Exakt ett år efter försvinnandet polisanmälde William Murray det. Han hade tidigare sagt att han inte ville anmäla, eftersom det otvivelaktigt skulle dra till sig medias uppmärksamhet. Han kommenterade även på avsaknaden av bevis för brott och sade "Jag vill inte leta efter personer som inte vill bli funna." Familjen O'Hair dödförklarades och mycket av deras tillgångar såldes för att ta hand om skulder.

### Utredning och anhållande
En mordutredning fokuserades till slut på David Roland Waters, som hade arbetat hos American Atheists. Waters hade inte bara ett brottsligt förflutet med flera domar, det hade även förekommit ett flertal mystiska inbrott under hans anställning, och han hade tidigare under 1995 erkänt att han stulit 54 000 dollar från American Atheists.
Kort efter att Waters stöld av 54 000 dollar uppdagades hade O'Hair skrivit en svidande kritisk artikel i 'Members Only'-sektionen av American Atheists nyhetsbrev, där hon pekade ut Waters, hans stöld och tidigare brott, inklusive en incident 1977 där han ska ha misshandlat och urinerat på sin mor. Waters flickvän vittnade senare om att O'Hairs artikel gjorde honom rasande och att han fantiserade om att tortera henne på fasansfulla sätt.
Polisen drog slutsatsen att Waters och hans medbrottslingar hade kidnappat alla tre i familjen O'Hair, tvingat dem att ta ut de saknade pengarna, shoppat för O'Hairs pengar och kredit, och sedan mördat och styckat alla tre. Bland Waters medbrottslingar fanns Gary Paul Karr och Danny Fry. Ett par dagar efter att familjen O'Hair dödades, mördades Fry av Waters och Karr. Frys lik återfanns i en å utan huvud och händer. Hans kropp förblev oidentifierad i tre och ett halvt år.
I januari 2001 berättade Waters för polisen att familjen O'Hair begravts på en ranch i Texas, och han ledde dem även till kropparna. När polisen grävde upp dem, fann de att kropparna sågats upp i dussintals bitar. Kvarlevorna var så stympade och förruttnade att de fick använda tandavtryck och DNA för identifiering, samt i Madalyns fall, serienumret på hennes höftprotes. Danny Frys huvud och händer återfanns på samma plats.
Guldmynten som utpressats från familjen O'Hair hade förvarats i ett förråd som Waters flickvän betalade för. Waters hade tagit 80 000 dollar och festat med sin flickvän i ett par dagar, men upptäckte därefter att de kvarvarande 420 000 var stulna. En grupp tjuvar some arbetade i det området hade en huvudnyckel till den typ av lås som Waters hade använt till förrådet. Tjuvarna hittade en resväska med guldmynt och spenderade allihop, förutom ett enda, som polisen senare återfann.
Karr häktades, åtalades och dömdes för utpressningen mot familjen O'Hair. Han friades emellertid för kidnappningen. Karr dömdes till livstids fängelse i augusti 2000 av den federale domaren Sam Sparks. Waters häktades och dömdes för kidnappning, rån och mord i fallet O'Hair och dömdes till 20 år i fängelse. Dessutom dömdes han att återbetala totalt 543 665 dollar till United Secularists of America och till Madalyn Murray O'Hairs, Jon Garth Murrays och Robin Murray O'Hairs dödsbon. Det är osannolikt att dessa skulder återbetalades. Waters hade ingen möjlighet att tjäna pengar i fängelse, och han avled av lungcancer i Federal Correctional Complex i Butner, North Carolina den 27 januari 2003.

Austin Police Department ådrog sig kritik för sin synbara apati om familjen O'Hairs försvinnande. Austinbaserade journalisten Robert Bryce skrev:
| ” | "Despite pleas from O'Hair's son, William J. Murray, several briefings from federal agents, and solid leads developed by members of the press, the Austin Police Department (APD) sat on the sidelines of the O'Hair investigation.... Meanwhile, investigators from the Internal Revenue Service, Federal Bureau of Investigation, Bureau of Alcohol, Tobacco and Firearms, and the Dallas County Sheriff's Office are working together on the case ... a federal agent was asked to discuss APD's actions in the O'Hair case. His only response was to roll his eyes in amazement." | „ |

## Arv

### Socialt
Madalyn Murrays stämningsansökan som bidrog till att olagligförklara obligatorisk bibelläsning i kommunala skolor i USA har haft långtgående effekter. Innan stämningen var det vanligt att elever deltog i många olika sorters religiösa aktiviteter under skoldagen, inklusive religion som skolämne. Icketroende elever tvingades delta i dessa aktiviteter och hade oftast ingen möjlighet att inte delta. Murrays stämning kombinerades med ett tidigare fall, så det är möjligt att domstolen hade nått samma domslut utan henne. Eftersom stämningen var så lyckad kom tolkningen av den amerikanska konstitutionen återigen att analyseras med avsikt på förhållandet mellan stat och kyrka – en analys som pågår än idag. Medan elever fortsätter att be i kommunala skolor, även i organiserade grupper (som till exempel See You at the Pole), gjorde stämningen det olagligt för skolor att ha bön som obligatorisk aktivitet. Stämningens succé fick även mormoner och katoliker i Texas att stämma för att begränsa obligatorisk bön vid skolors fotball-matcher.

### Vandringssägen om "Petition 2493"
O'Hairs rykte lever kvar i en vandringssägen som överlevt decennier. I en version hävdar ett mail kallat "Madeline Murray O'Hare  [sic] is attempting to get TV programs such as Touched by an Angel and all TV programs that mention God taken off the air" (mailet stavar alltid O'Hairs namn fel). E-brevet citerar petition RM-2493 till FCC vilket inte hade något att göra med O'Hair, och som avslogs 1975. Petitionen handlar om att hindra att utblidningskanaler på radio används för religiösa program. En variant som nämnde hennes död cirkulerade 2003, men varnade ändå om hotet mot Touched by An Angel trots att programmets sista avsnitt sänts flera månader tidigare. I 2007 fanns liknande e-brev, tolv år efter O'Hairs försvinnande och bekräftade död.
År 2009 fanns en variant på Petition 2493 som hävdade att O'Hairs organisation försökte tysta Joel Osteen, Joyce Meyer, Charles Stanley, David Jeremiah och andra pastorer i etern, och dr James Dobson bad om svar och pengar till "Lisa Norman". Dobson förnekar inblandning.